# Sebaldeburen
Sebaldeburen (en groningois : Seballeburen) est un village de la commune néerlandaise de Westerkwartier, situé dans la province de Groningue. 

## Géographie
Le village est situé à 15 km à l'ouest de Groningue, près de la limite avec la Frise.

## Histoire
Sebaldeburen fait partie de la commune de Grootegast avant le 1er janvier 2019, date à laquelle celle-ci est rattachée à la nouvelle commune de Westerkwartier.

## Démographie
Le 1er janvier 2018, Sebaldeburen comptait 667 habitants.